# NWA By Any Means Necessary
NWA By Any Means Necessary, parte de la serie NWA Pop-Up Event, fue un evento pago por visión de lucha libre profesional producido por National Wrestling Alliance. Tuvo lugar el 24 de octubre de 2021 desde el Valor Hall en Oak Grove, Kentucky.

## Antecedentes
En NWA 73rd Anniversary Show, Jax Dane atacó a su compañero de equipo de War Kings Crimson antes de Triple Threat Match de este último con Thom Latimer y Tim Storm. Dos semanas después en Powerrr, los ex socios participaron en una pelea de bofetadas organizada por el Campeón Mundial Peso Pesado de la NWA Trevor Murdoch. Sin embargo, Dane pronto golpearía en lugar de abofetear a Crimson en la cara, causando una rivalidad entre los dos. El 17 de septiembre, en el anuncio de By Any Means Necessary, se anunció que Crimson y Dane lucharían en un Steel Cage Match para el evento principal del programa.

## Resultados
- Da Pope derrotó a Colby Corino.
- The Fixers (Jay Bradley & Wrecking Ball Legursky) derrotaron a The Ill Begotten (Captain Yuma & Rush Freeman).
- The OGK (Matt Taven & Mike Bennett) derrotaron a The Fixers (Jay Bradley & Wrecking Ball Legursky).
- Judais (con Father James Mitchell) derrotó a Sal Rinauro y retuvo su oportunidad por el Campeonato Nacional de la NWA.
- The Hex (Allysin Kay & Marti Belle) derrotaron a Thunder Kitty & Tootie Lynn y retuvieron el Campeonato Mundial Femenino en Parejas de la NWA.
- Cyon derrotó a Matthew Mims.
- Tim Storm derrotó a Jaden Roller en un No Disqualification Match.
- Kamille derrotó a Kenzie Paige en un 2-out-of-3 Falls Match y retuvo el Campeonato Mundial Femenino de la NWA.
- Trevor Murdoch & Nick Aldis derrotaron a Chris Adonis & Thom Latimer (con Kamille).
- Jax Dane derrotó a Crimson en un Steel Cage Match.